# Jahodník velkoplodý
Jahodník velkoplodý (Fragaria × ananassa nebo také Fragaria ananassa nebo Fragaria × grandiflora) je pěstovaný druh vzniklý křížením, kulturní kříženec dvou jiných druhů jahodníku. Byl vyšlechtěn v roce 1766 zahradníkem francouzského krále Ludvíka XV. Antoniem Duchesneem. Ze všech 43 popsaných druhů rodu jahodník jsou zřejmě předkem kulturních jahod jen dva, jahodník virginský (Fragaria virginiana) a jahodník chilský (Fragaria chiloensis). Plodem jahodníku je souplodí nažek na šťavnatém zdužnatělém květním lůžku, tento plod (zdužnatělé květní lůžko) je nazýván jahoda.

## Historie
Základem druhu bylo podle starší literatury a dostupných zdrojů nalezení křížence kultivaru druhu jahodník obecný Fragaria vesca var. alpina (syn, Fragaria vesca var. semperflorens) objeveného v roce 1761 v Alpách na hoře Mt.Ceris a neodnožující variety druhu Fragaria vesca var. efflagelis objevené v roce 1748. Podle některých tyto variety druhu jahodník obecný (Fragaria vesca) daly základ měsíčním a později jednouplodícím odrůdám jahodníku, ale podle jiných zdrojů současné genetické testy ukazují spíše na severoamerický původ.
V roce 1712 dovezené chilské rostliny jahodníku chilského Fragaria chilöensis a virginského Fragaria virginiana samostatně neplodily, až po sesazení obou došlo zřejmě k opylení. Zhruba za padesát let (v roce 1766) se zahradníkovi francouzského krále Ludvíka XV. (vládl 1715–1774) Antoniu Duchesneovi podařilo vypěstovat velkoplodého křížence, nazvaného jahodník velkoplodý, ananasový (Fragaria grandiflora synonymum Fragaria annanassa).
Podle jiného věrohodného zdroje však byly počátky velkoplodých jahod poněkud jiné. Botanik Ludvíka VIII. Jean Robin přivezl jahodník Fragaria virginiana, jehož plody byly sice malé, ale aromatické. Z tohoto druhu byla vypěstována odrůda 'Black Prince'. Duchesne, zahradník v Brestu, vysadil tehdy dovážené chilské jahody Fragaria chilöensis a virginské Fragaria virginiana a k nim přisadil jahodu trávnici Fragaria viridis; kříženec byl uváděn do prodeje jako 'Brestlinge'. Plodní kříženci Fragaria moschata a Fragaria virginiana byli označeni jako 'Montreuse' a rovněž se začlenili do šlechtění Fragaria × ananassa. Uvedení kříženci neplodili valně a až v Holandsku náhodným výsevem vznikl plodný semenáč 'Ananas Holandie' (Holandská ananasová). Uvedená rostlina se výrazně lišila od výchozích druhů i kříženců. Tento zdroj rovněž potvrzuje časté pěstování neodnožující variety druhu Fragaria vesca var. efflagelis v Evropě té doby. Je to druh, který je pěstován jako stáleplodící jahody dodnes (např. 'Rujana').
Základem dnes pěstovaných velkoplodých odrůd jahod se stala odrůda 'Bismarck' a především z ní vypěstovaná odrůda 'Pan American.' Zakladatelem jahodářské tradice v ČR byl Rudolf Strimpl.
Odborné publikace někdy zmiňují pěstování jahodníku jako neodkladnou otázku rozvoje národního hospodářství v rámci RVHP a poučení, které nám přináší progresivní jahodářský průmysl v SSSR, jako příklad pokroku. V roce 1971 byla v ČSSR plocha velkopěstitelsky pěstovaných jahod 300 ha s plány na rozšíření na 1100 ha. Jahodník se pěstoval na Turnovsku, Benešovsku a na Slovensku v Levoči a Okoličné. Zmiňovány bývají zejména specializované podniky – JZD Dukla u Českého Brodu a Kunratice u Prahy. Oblíbeným způsobem sklizně ke konci 20. století byly sklizně samosběrem, které nabízely cenově zvýhodněné jahody nebo za určité množství jahod bylo třeba nasbírat určité množství jahod pro výrobce.
Na počátku 21. století se pěstuje pod obecným označením „jahodník“ nebo „jahody“ několik kříženců původních druhů i variet botanických druhů, avšak v převážné většině pěstovaných jahodníků jde o Fragaria × ananassa.

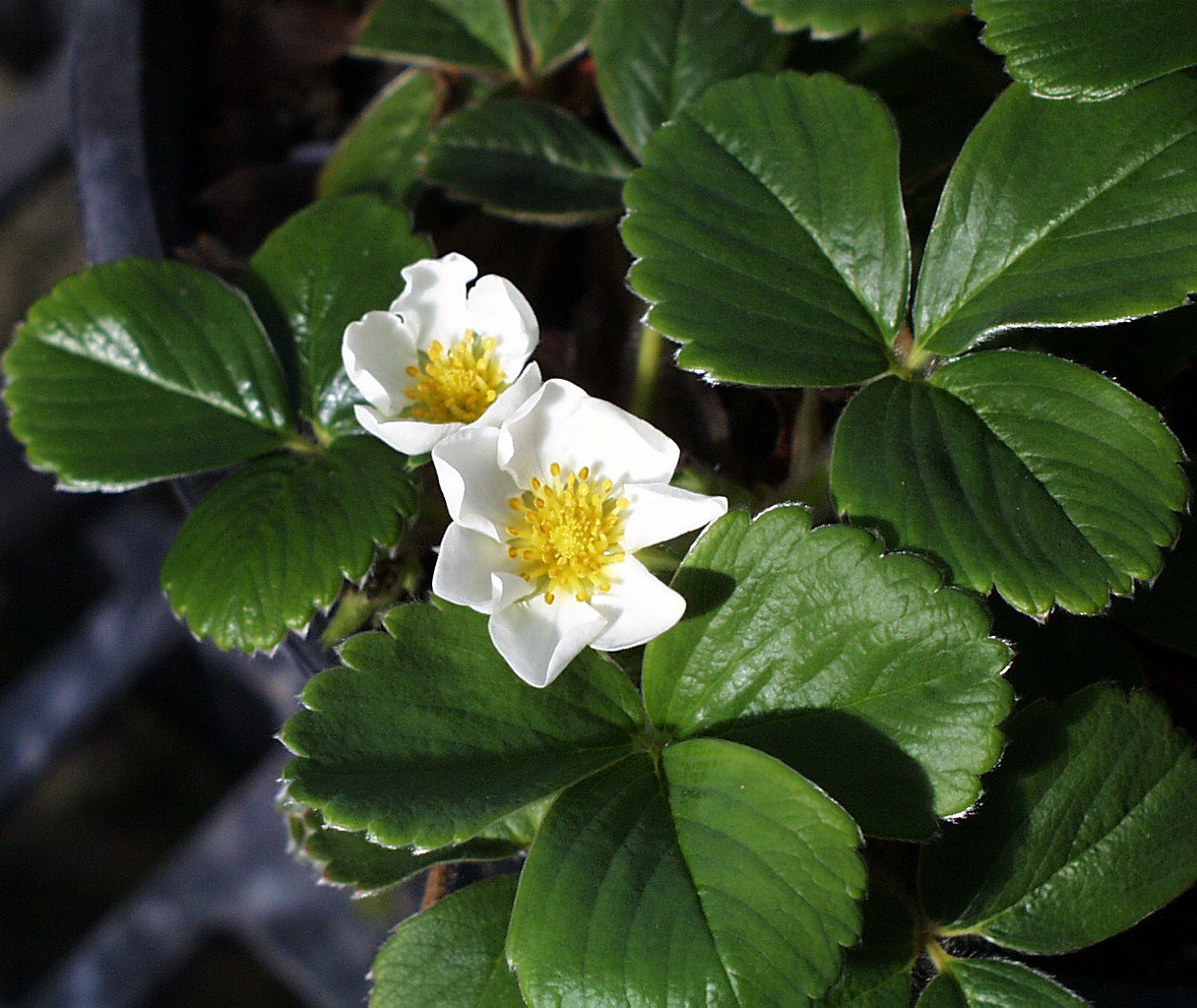
Fragaria chileonesis var 'Patagonia' s listy výrazně podobnými dnes pěstovaným jahodám.
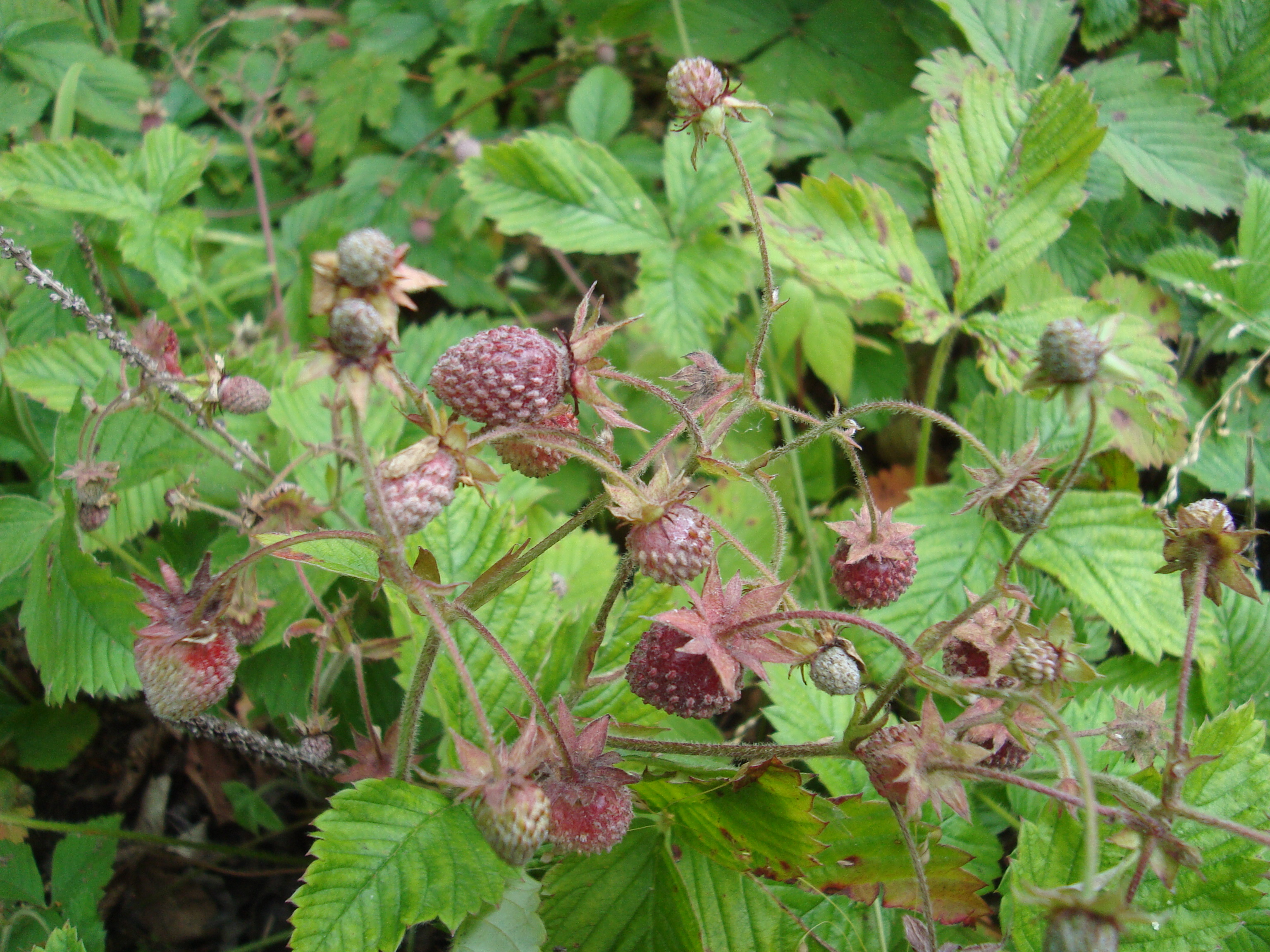
Jahodník truskavec (Fragaria moschata)
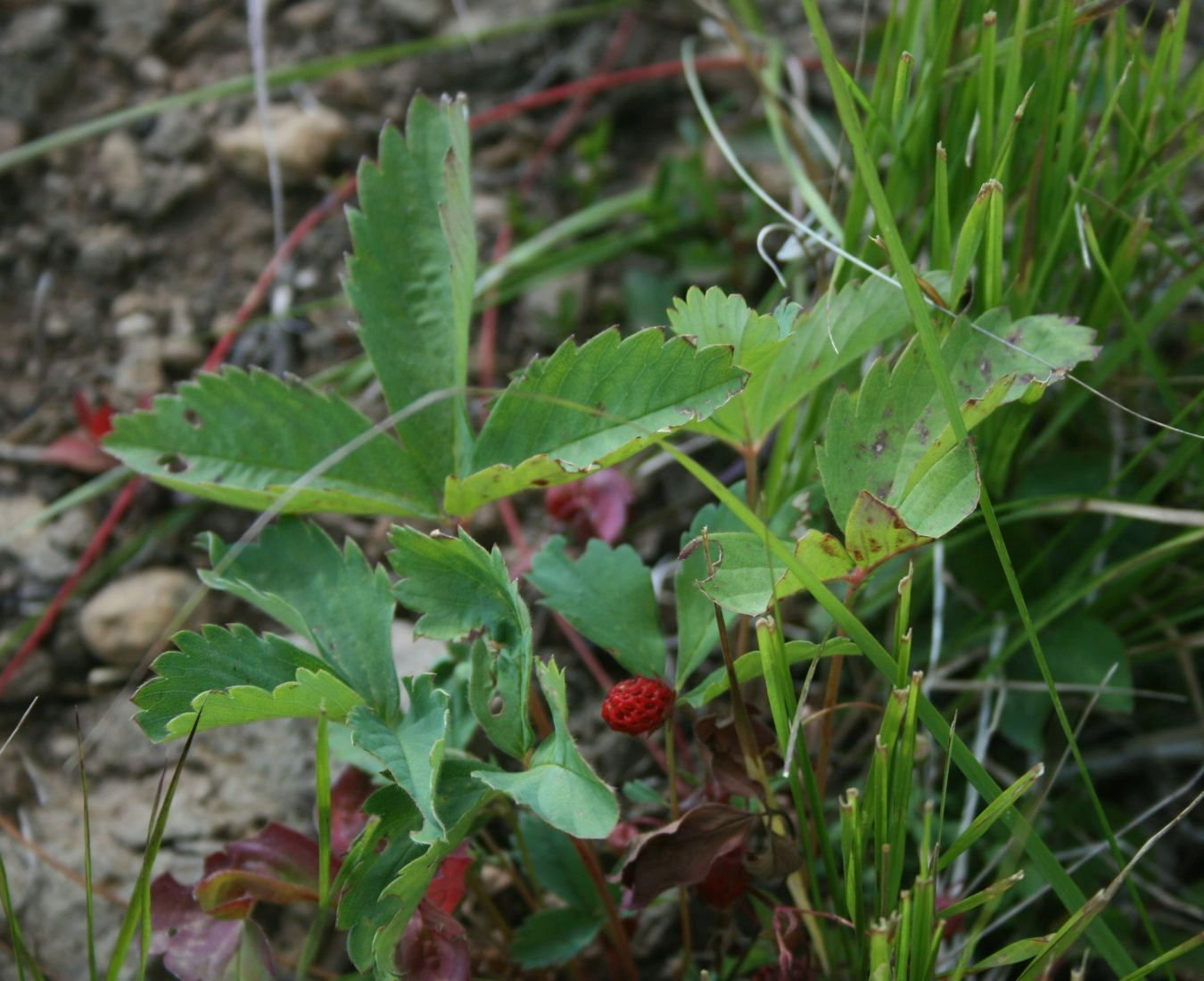
Jahodník virginský (Fragaria virginiana)

## Požadavky na prostředí

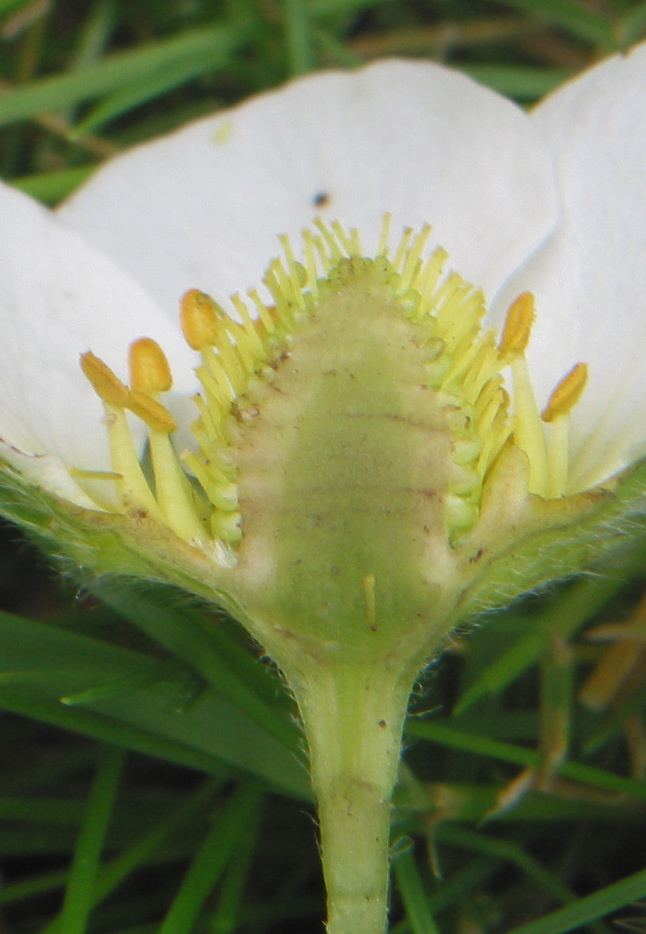
Řez květem

Jde o přizpůsobivý druh, který preferuje mírné klima, avšak nikoliv vyloženě kontinentální. Optimální podmínky bývají v bramborářských oblastech. Vyhovující je pH 5,7–6,5, snese i neutrální pH. Fyzikálně jsou vhodnější půdy hlinité a humózní.Pro úspěšné pěstování je nutné slunné stanoviště. Jahodníky se na jednom místě obvykle pěstují 2–3 roky, protože z půdy jednostranně vyčerpají živiny a půda se snadno zamoří pleveli, chorobami a škůdci.

## Popis
Jahodník vytváří menší trs, 20 až 30 cm (10 do 35 cm) vysoký, s vytrvalým kořáním. Trs rostlin tvoří skupinu srdéček s listy. Každým rokem se počet srdéček minimálně zdvojnásobuje.
Hlavní část kořenů je v půdě v hloubce 20 až 25 cm. Se zřetelem k tak mělkému zakořeňování má být vrchní vrstva půdy vždy zásobena dostatečným množstvím vláhy a živin. Nadzemní části jahodníku, listy na dlouhých řapících a květní stvoly, trvají jen jedno vegetační období a každý rok se obnovují. Množství šlahounů a květních stvolů v trsu jahodníku závisí na odrůdových vlastnostech rostliny, na růstových podmínkách a na způsobu pěstování.
U rostlin se jako znak hodnotí podle Klasifikátoru jahodníku (Výzkumný a šlechtitelský ústav ovocnářský s.r.o. Holovousy) vzrůst:

1 velmi slabý 

3 slabý (Precosa)

5 střední (Gorella)

7 silný (Grande)

9 velmi silný

### List

#### Zoubkování
Ozubení listové čepele listu je charakteristickým znakem jen u mála odrůd. Okraj listu může být rozmanitý: jednoduše zoubkovaný (tupě nebo ostře, široce nebo okrouhle), překrývaně zoubkovaný, pilovitý (tupě nebo ostře), překrývaně pilovitý, špičatý, špičatě zoubkovaný (mělce, hluboce). Zoubkování může být ostré (např. Roščinská) nebo tupé (např. Bílá ananasová), se zoubky širokými (např. Bedford Champion) nebo úzkými (např. Princ Julius Ernst).

#### Zbarvení listu
Zbarvení listu u různých odrůd je rozmanité, většinou ale jednobarevné. Zabarvení obvykle závisí na prostředí a stavu rostliny. Výjimečně lze u některých odrůd jahodníku nalézt odchylné zbarvení podél nervatury, např. tmavě zelené (u odrůdy Lucida perfecta, Müllerova, Div Koethenu), zelené (např. Mysovka), světlezelené (např. Roščinská), se šedavým až ocelovým nádechem (např. Paní Mici Schindlerová). Typickým znakem je lesk listů.
Zbarvení vrchní strany listu jahodníku podle Klasifikátoru jahodníku (Výzkumný a šlechtitelský ústav ovocnářský s.r.o. Holovousy):

1 žlutozelené (Tristar)

3 světlezelené (Aliso, G.Soltwedel)

5 středně zelené (Gorella)

7 tmavě zelené (D.P.Wallbaum)

9 modrozelené (Mrak)
Podzimní zbarvení listů některých odrůd je nafialovělé (antokyany). Pro šlechtitele je to u semenáčků známka odolnosti rostlin proti mrazu.

#### Další znaky u listu
Ochmýření je výrazným znakem listů i řapíků. Podle stupně ochmýření mohou být slabě ochmýřené (např. Evern), středně ochmýřené (např. Královna Luisa) a silně ochmýřené (např. Rumělka). Ochmýření je používáno k identifikaci odrůd. Jsou rozpoznávány odrůdy s chloupky buď přitisklými nebo odstálými. Většina odrůd má chloupky odstálé.
Dále je pro odrůdy znakem například zvlnění listu: 

1 – není nebo velmi slabé (Bemanil)

3 – slabé (Marmion) 

5 – střední (Precosans) 

7 – silné (Marie France) 

9 – velmi silné (Hummi Grande)

Jako znaky jsou dále u listu hodnoceny i počet lístků, velikost prostředního listu apod.

### Květenství

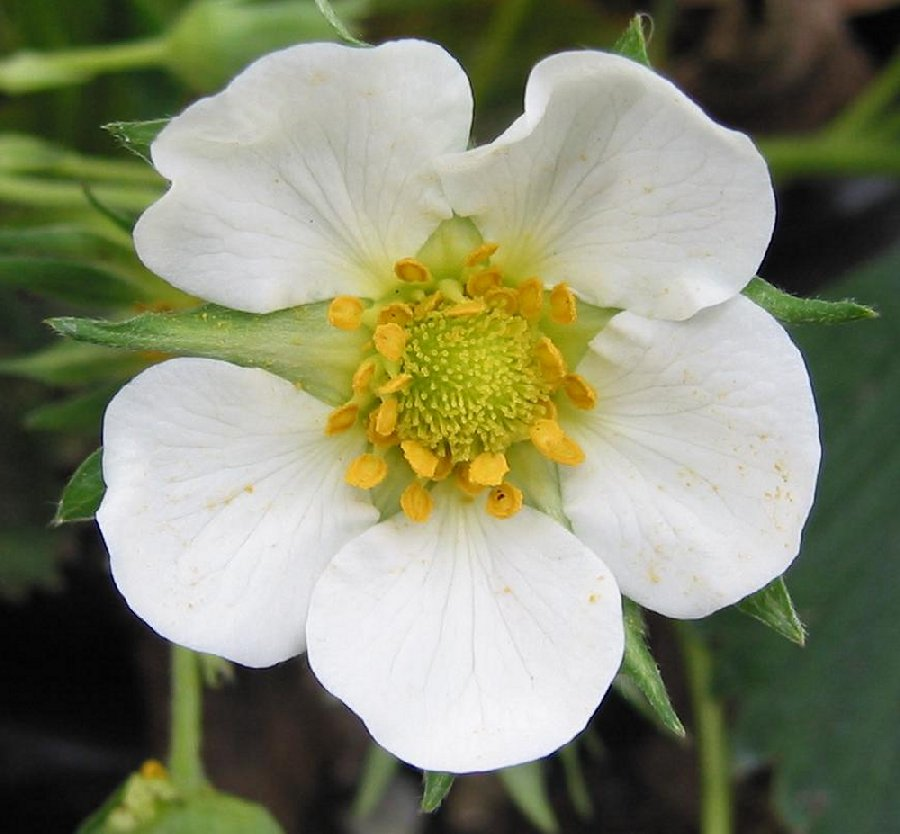
Květ s tyčinkami a pestíky.

V trsu z každého srdéčka vyrůstá jedno květenství (soubor květů na stonku), které nese obvykle 5–14 květů, přitom velikost květů je různá. Čím je květ větší, tím naroste i větší plod. Květy jsou uspořádány ve vrcholících s různou délkou a různým počtem hlavních (primárních) i vedlejších (sekundárních) květních stonků. Charakter květenství může být hodnocen buď jako rozprostřený (např. Royal Sovereign, Roščinská), nebo stěsnaný (např. Královna Luisa, Rumělka aj.).

#### Květní stonky
Pro odrůdy bývá charakteristická délka a uspořádání květenství a množství kvítků v květenství, ochmýření květního stonku a květních stopeček. U květů se jako znak posuzují korunní a kališní lístky, u květenství je například rozlišováno zda je květenství v úrovni olistění nebo nad ní. Mezi odrůdami jsou velké rozdíly s délkou květenství od 12–35 cm. Dlouhá květenství usnadňují sklizeň plodů. Odrůdy s krátkými květními stonky, tedy skrytými pod listy, méně trpí pozdními jarními mrazy.
Rozlišení úrovně kvetení podle Klasifikátoru jahodníku (Výzkumný a šlechtitelský ústav ovocnářský s.r.o. Holovousy)

1 – pod listy (Crusander, Nejranější z Bagoty) 

5 – v jedné rovině (C.Favourité, Meruňková) 

9 – nad listy (D.P.Wallbaum, Marocký vládce, Královna Luisa)
Bohatou násadu květů nese hustý trs, který vzniká od druhého roku po výsadbě.

#### Opylovací poměry
Opylovací poměry jsou u jahodníku důležité, protože se vyskytují rostliny samčí, nevytvářející plody. Při množení samčích rostlin tyto snižují výnos. Jsou ovšem rostliny, které jsou výhradně samičí a nemůže dojít k oplození bez toho, že by v blízkosti byly oboupohlavně kvetoucí rostliny. Většina květů u pěstovaných odrůd má mnoho tyčinek i pestíků. Někdy vzniká plod bez předchozího oplození (partenokarpie). Takové plody jsou bez semen. Častější je tento jev například u odrůdy Surprise des Halles. V některých případech vznikají plody z neoplozeného květu, avšak obsahují i nažky se semeny (apogamie).
Na počátku 21. století jsou pěstované odrůdy jahodníku oboupohlavní a samosprašné. Peiker uvádí že je předpokládáno, že jahodník je opylován větrem. Včely a čmeláci ovšem přispívají
k dokonalému opylení květů jahodníku i za špatných klimatických podmínek. Mezi velmi pylodárné lze zařadit odrůdy

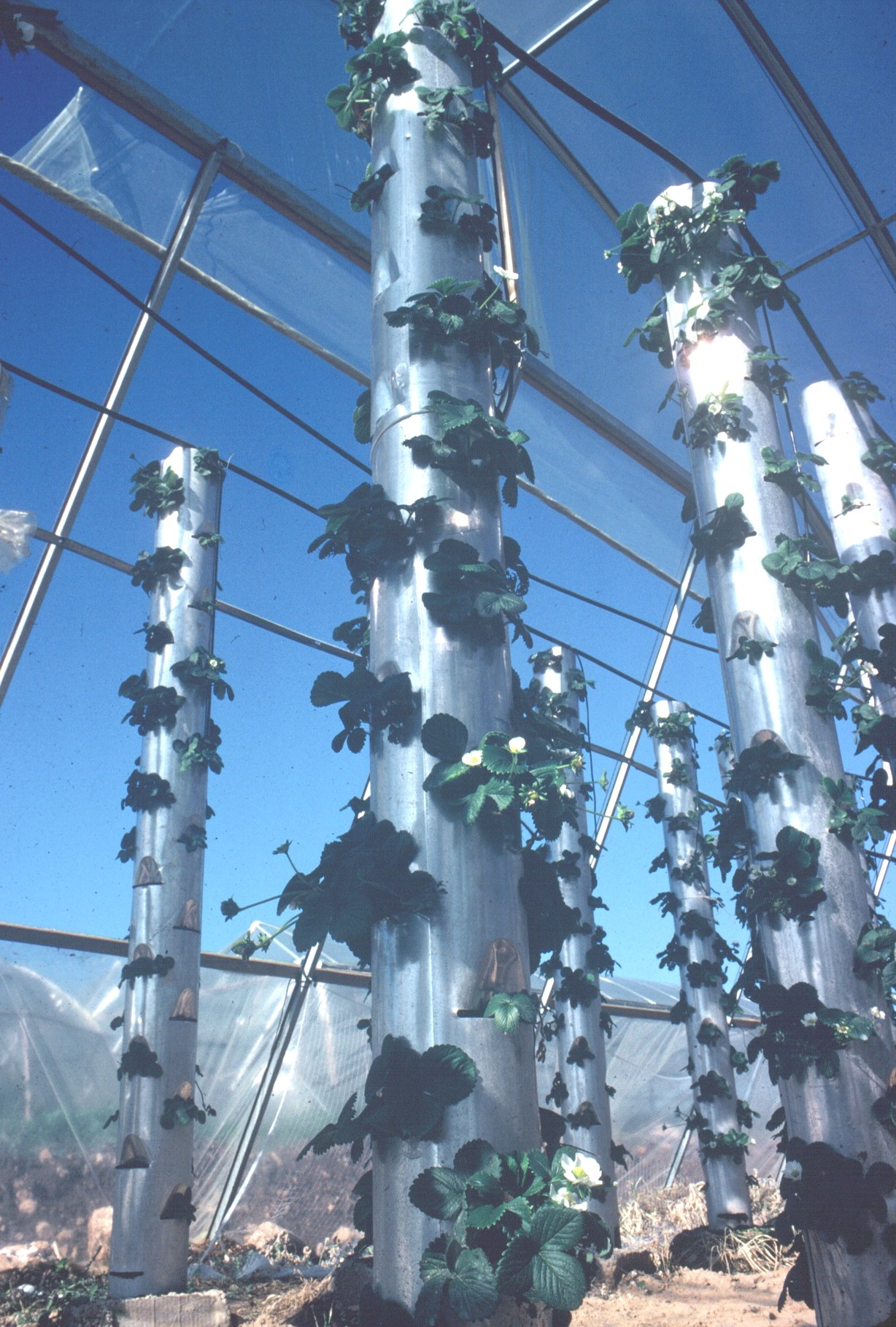
Pěstování jahodníku v Izraeli.

Dagmar, Karmen a Zefír.

#### Doba kvetení
Doba kvetení je významná s ohledem na dobu sklizně a nebezpečí jarních mrazíků, období chladna, kdy nelétá hmyz nebo sucha později. Fenologicky lze rozdělit jahodníky na:

#### Raně kvetoucí
- Surprise des Halles

##### Středně raně kvetoucí
- Senga Sengana
- Rujana

##### Pozdně kvetoucí
- Hornoslezská

### Plod
Jahoda' je souplodí nažek na šťavnatém zdužnatělém květním lůžku, rostoucí na jahodníku (Fragaria). Toto souplodí nažek vytváří nepravý plod. Jahoda patří mezi drobné ovoce.
Jahody jsou velmi bohatým zdrojem vitamínu C. Jeho obsah je srovnatelný s citrusovými plody. V závislosti na odrůdě může dosahovat od 40 do 90 mg/100 g plodu. Vyjma vysokého podílu vitamínu C jsou také bohatým zdrojem vitamínu A, B, E a organických kyselin (jako například kyseliny jablečné, citrónové, chininové, šťavelové, salicylové či ellagová, která působí v prevenci nádorových chorob. Organické kyseliny jsou důležitým faktorem udávající typickou a charakteristickou vůni a chuť.
Jahoda obsahuje také lehce stravitelnou vlákninu, což umožňuje snadné další tepelné úpravy a výrobu marmelád či džemů. Z minerálních látek je v jahodě zastoupen převážně draslík, zinek, hořčík, síra, vápník a pak některé netypické prvky jako je bor, fluor, kobalt či molybden. Jsou také výrazným zdrojem tekutin, jelikož plody jsou tvořeny z 87 % z vody.
Oproti ostatním druhům ovoce obsahují malý podíl přírodních cukrů. Konzumace jahod má údajně pozitivní účinek na tvorbu testosteronu, který aktivuje spermie. Podporuje krevní oběh v pohlavních orgánech díky vysokému obsahu antioxidantů. Dále podporují metabolismus, vylučování, působí proti vzniku močových a žlučových kamenů, snižují nachlazení, pomáhají při léčbě chorob srdce.

## Popínavé kultivary jahodníku velkoplodého
ÚKZÚZ se vyjadřoval v minulých letech k výraznému nárůstu nabídek prodeje velkoplodých jahodníků na trhu v České republice zejména v tištěných médiích. U těchto jahodníků, nezřídka označovaných jako „popínavé jahodníky“, nabízející firmy poukazují na schopnost jahodníků pnout se až do výše 2,5 m. Test4U.cz hobby.idnes.cz
Jahodník velkoplodý, latinsky Fragaria x ananassa, nemá schopnost samovolného pnutí do těchto výšek. U převážné většiny odrůd vyrůstají z přízemních stonků nad kořenovým krčkem plazivé šlahouny, které se často ještě dále větví. Z přízemní růžice vyrůstají bylinné šlahouny, na kterých se vytvářejí nové rostliny, které ve vhodném prostředí zakořeňují listy, odnože, květní osy a plody jsou na povrchu půdy.… ……Z výše uvedeného je patrné, že jahodník velkoplodý nemá orgány (terčíky, úponky), které by mu umožňovaly samovolné pnutí po jakékoli konstrukci, a proto je nutno jeho odnože k této konstrukci přichytit.
ÚKZÚZ dále upozorňuje, že pokud se dceřiné plodící rostliny nacházejí na odnožích přichycených ke konstrukci (nezakořenělé), dochází ve velké míře k vyčerpání matečné rostliny a tím se snižuje její životnost a tím i plodnost.

## Význam

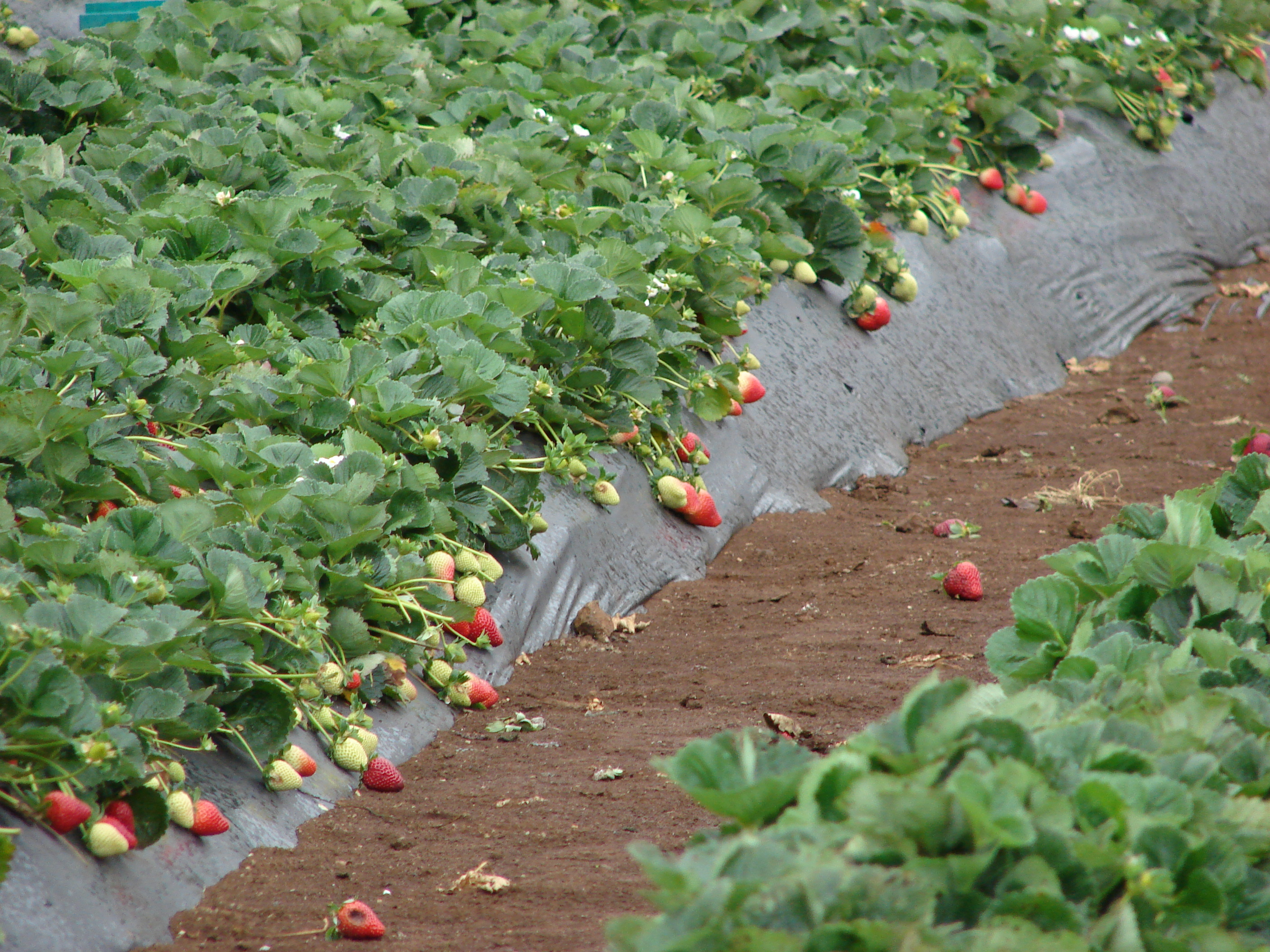
Pěstování na fólii.

Nejvíce rozšířené odrůdy u nás jsou Darselekt, Evie 2, Festival, Florence a Karmen. Jahodník je doporučeno pěstovat na fólii nebo netkané textilii. V některých oblastech mají však zkušenosti s výrazným přemnožením drobných hlodavců, kterým pohyb a teplo pod textilií vyhovuje. Na sladkost plodů má (mimo dozrávání v umělé atmosféře) velký vliv správné pěstování – výběr stanoviště a agrotechnika.
Sledovanými vlastnostmi u jahodníku je odolnost k plísni šedé (botrytidě), která může, pokud je odrůda náchylná (např. Senga sengana), vést k velkým ztrátám plodnosti a jakosti sklizně a je tedy relevantní u hodnocení plodnosti jednotlivých odrůd. Náchylné odrůdy je doporučeno pěstovat ve větších sponech a na vhodných stanovištích.

## Odrůdy jahodníku

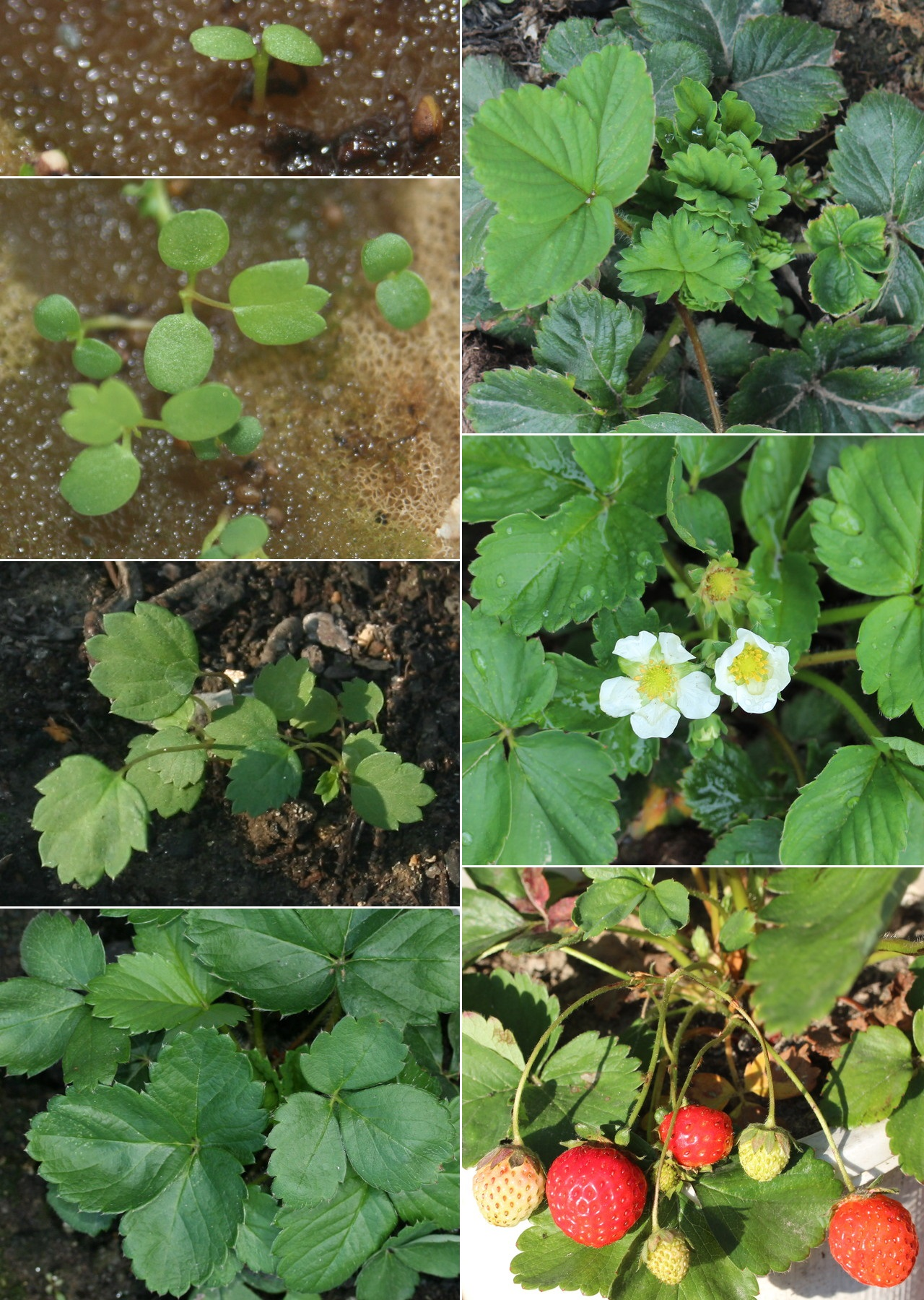
Životní cyklus jahodníku.

Podle doby plodnosti dělíme odrůdy jahodníku následovně:

### Jednouplodící
Odrůdy jahodníku plodící jednou ročně, od pozdního jara do začátku léta, obvykle v období dané odrůdově a podmínkami stanoviště. Jednou plodící jahody mohou někdy remontovat, kvést a plodit na podzim. Tato sklizeň nebo kvetení rostliny vysiluje, omezuje plodnost a sklizeň v dalším roce.

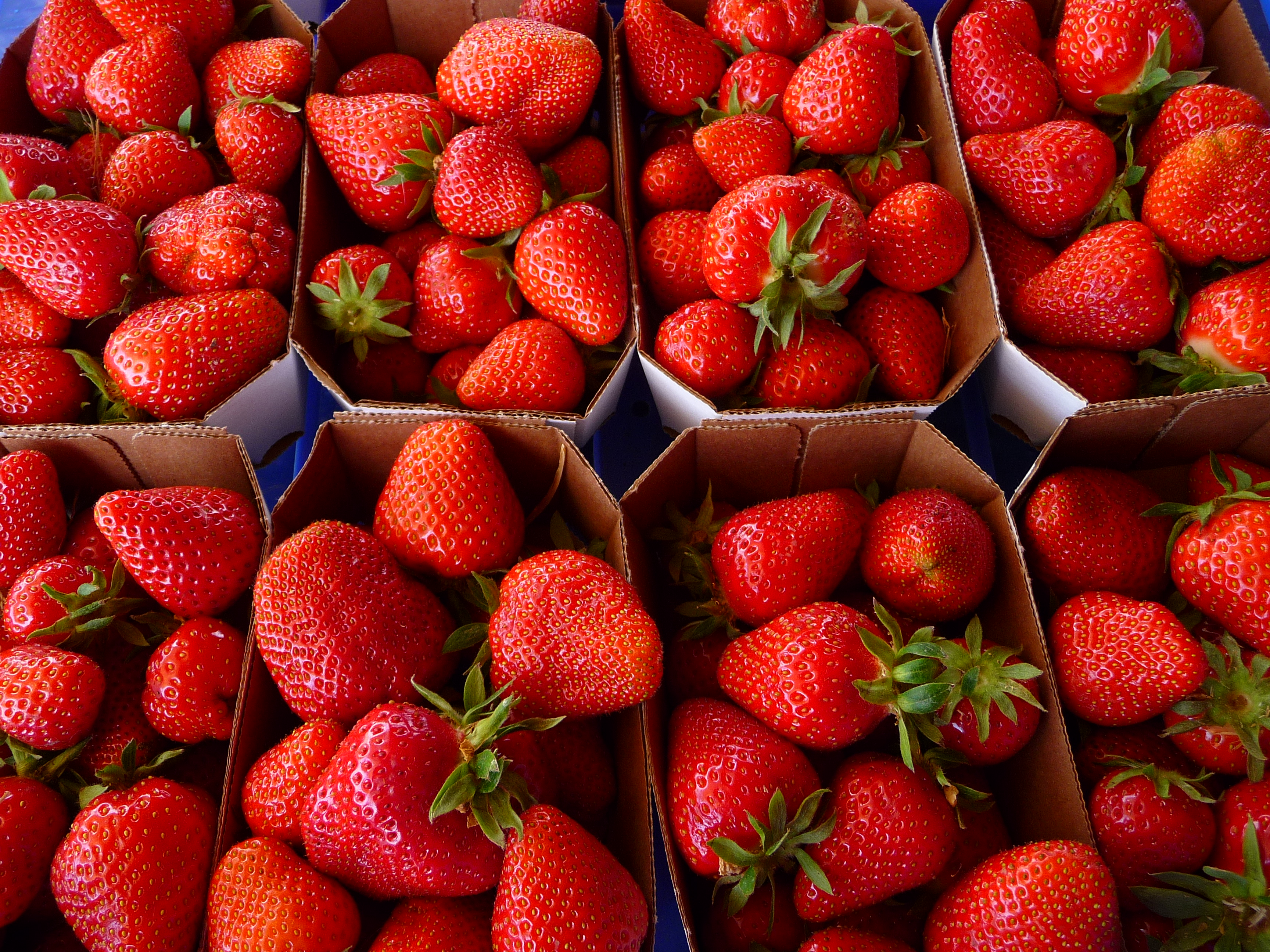
Sklizené jahody odrůda Clery.

- Adriana
- Andrea
- Bounty
- Dagmar
- Dukat
- Elista
- Elsanta
- Elvira
- Gorella
- Induka
- Kama
- Karmen
- Korona
- Lesana
- Redgauntlet
- Senga Sengana
- Tenira
- Vanda
- Zefyr

### Stáleplodící
Mezi odrůdy „stáleplodících“ jahodníků zařazujeme odrůdy, které v podmínkách ČR plodí dvakrát ročně. Ačkoliv se stává, že mezi hlavními sklizněmi mohou na rostlinách ještě zrát menší množství plodů, nebo může z nějakoho důvodu být jedna hlavní sklizeň zcela vynechána (např. sucho). Peiker ovšem uvádí, že v SSSR i jednouplodící jahody plodí dvakrát ročně. V USA stáleplodící jahody produkují dva nebo až tři hlavní sklizně každoročně (koncem jara a léta a znovu na podzim). Stáleplodící jahodníky jsou jahodníky, u kterých je větší vlna plodnosti v podmínkách ČR dvakrát v roce běžná. Mimo tato období je u těchto odrůd plodnost spíše žádná.
První úrodu jahodníky dají v červnu až červenci, tak jako jednouplodící odrůdy, pak následuje přestávka, která trvá podle odrůdy 2–3 týdny a začíná druhá sklizeň (od cca konce července), kterou ukončí až první noční mrazíky. Tyto odrůdy netvoří mnoho odnoží.
Výnosy plodů stáleplodících jahodníků jsou nízké, což je činí méně hodnotnými pro komerční pěstitele.
Je doporučováno stáleplodících jahodníků použít jako dekoraci v závěsném květináči, záhonech, nadzemních nádobách a jako půdopokryvné květiny.

#### Odrůdy stáleplodících jahodníků
- Lidka
- Ostara
- Calypso
- Everest
- Evita

### Měsíční

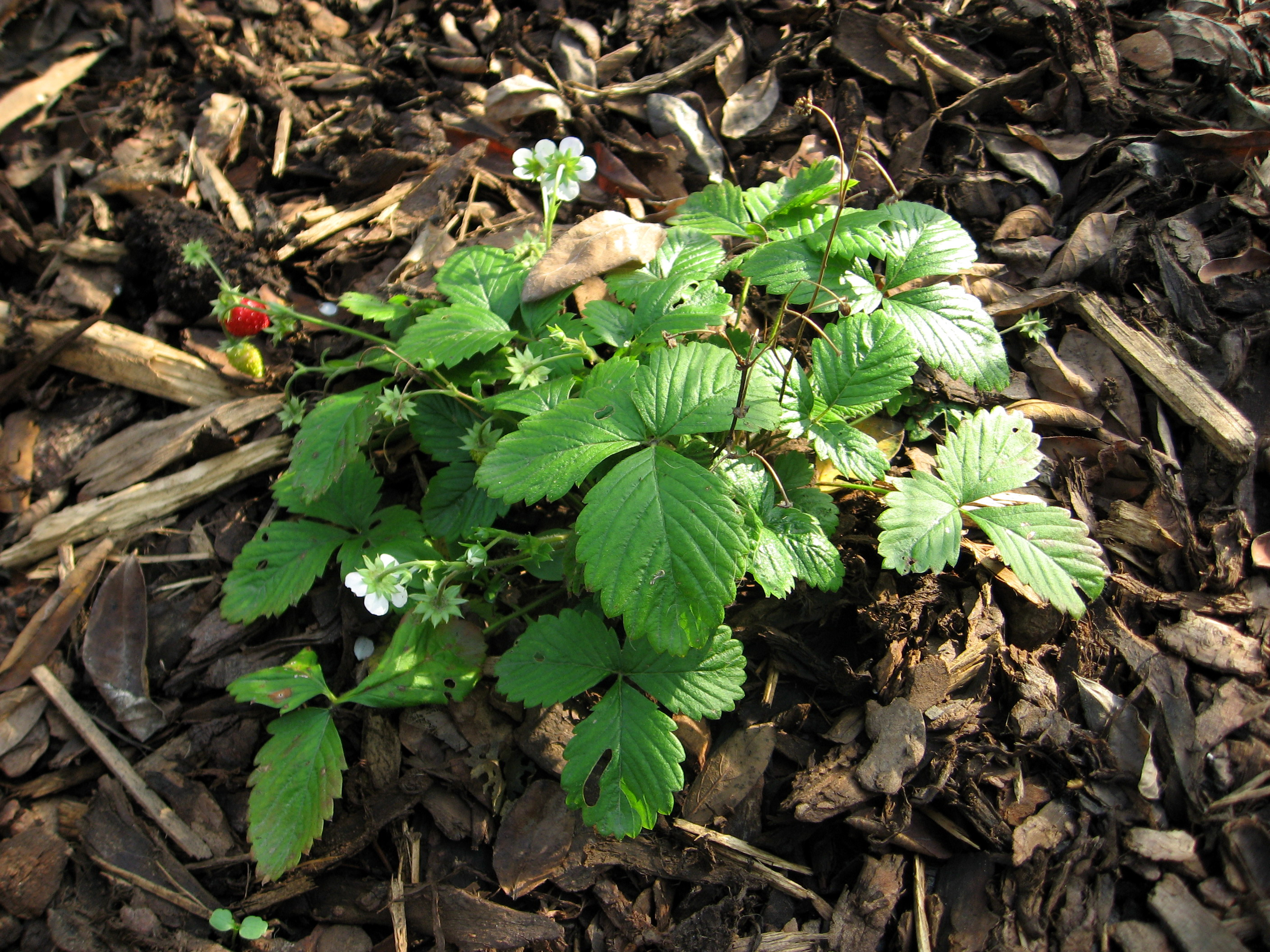
Měsíční jahody Fragaria vesca

Měsíční jahody jsou řazeny do druhu Fragaria vesca, nejde o jahodník velkoplodý. Pěstovaný je kultivar
- Rujana

### Day neutral
Jahody, které plodí od července do podzimních mrazů, kvetou nepřetržitě prakticky celý rok, pokud mají teplo a světlo a mírné až teplé počasí. Když v létě teplota stoupne nad 32 °C, jahody přestávají kvést a plodit, dokud se počasí opět na podzim neochladí. Zdroj uvádí, že tyto jahodníky ovšem dávají velkou úrodu v pozdním jaře a počátkem léta. Tyto odrůdy netvoří mnoho odnoží. Je doporučováno „Day neutral“ jahody použít jako dekoraci v závěsném květináči, záhonech, nadzemních nádobách, a jako půdopokryvné květiny. Výnosy plodů jsou nízké, což je činí méně hodnotnými pro komerční pěstitele.
„Day neutral“ kultivary jahod byly vyšlechtěny ze stáleplodících odrůd jahod v Kalifornské univerzitě (University of California) v roce 1960 ve spolupráci s Oregon State University Cooperative Extension.

#### „Day neutral“ odrůdy
Příklady výrazně „Day neutral“ odrůd:
- Seascape
- Tribute
- Tristar

### Tržní odrůdy vhodné pro velkovýrobu
Tržní odrůdy jahod se liší podle geografické polohy výrobního podniku. Tržní odrůdy jahodníku musí odpovídat těmto požadavkům: vysoká plodnost, velikost a chuť, vhodnost k přímé spotřebě nebo pro průmyslové zpracování, způsobilost ke skladování a dopravě, odolnost proti fyziologickým i biologickým vlivům.

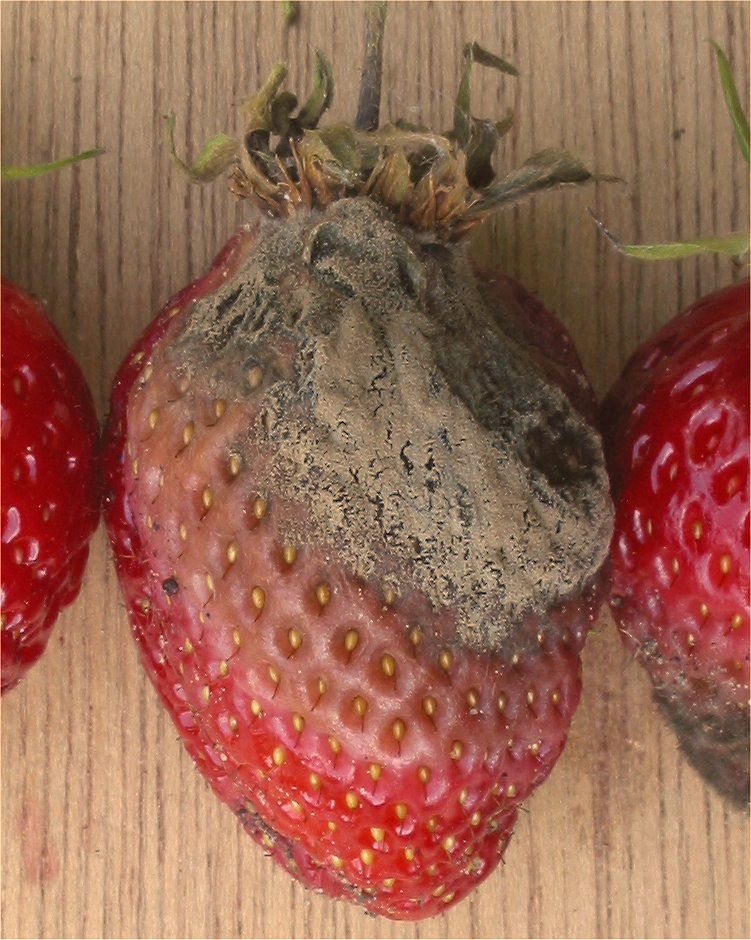
Plíseň šedá na jahodách (plodech).

V oblastech středního pásma bývalého Sovětského svazu jsou nejvíce rozšířeny odrůdy Roščinská, Korálka a Saxonka. V posledních letech se hodně rozšířily v těchto oblastech nové odrůdy: Komsomolka a Mysovka, vypěstované Moskevskou výzkumnou ovocnářskou a zelinářskou stanicí.
Skladba povolených odrůd jahodníku vhodných pro velkovýrobu v podmínkách ČR se s postupem doby mění vzhledem k novým požadavkům na rezistenci vůči chorobám a škůdcům. Mezi doporučené povolené odrůdy patřily v roce 1967
- Georg Soltwedel
- Senga Sengana
- Surprise des Halles[2]

V roce 2013 patří Senga Sengana pouze mezi povolené odrůdy a je pěstována spíše malovýrobci. Příklady odrůd povolených v roce 2013:
- Elsanta
- Tenira
- Redgauntlet

### Šlechtění jahodníku
Současné šlechtitelské podniky jsou vlastně továrnami na výrobu odrůd. V ČSSR (1987) se šlechtění jahodníku provádělo v Šlechtitelských stanicích Sempra, o. p., v Turnově, kde bylo vyšlechtěno 6 odrůd jahodníku a ve Velkých Losinách. Na Slovensku se šlechtění jahodníku provádělo v Bojnicích — Prievidze ve Výzkumném ústavu ovocných a okrasných dřevin. Na počátku 21. století se provádí v ČR Sempra Turnov především udržovací šlechtění a zkoušení zahraničních odrůd.
Původní botanické druhy se pro křížení používají již jen zcela výjimečně. Šlechtitelé pracují především s hotovými odrůdami se známými žádanými vlastnostmi. U jahod se provádí šlechtění především např. na mrazuvzdornost, ranost sklizně, velikost plodů, sladkost, barevnost dužniny apod.
Záměrné šlechtění jahodníku (křížení), včetně chemických nebo radiačních metod šlechtění (mutace) nebo šlechtění pomocí genetické manipulace (GMO) je v ČR na počátku 21. století omezeno a podléhá dozoru a povolení, tedy je vyhrazeno k tomu určeným institucím.

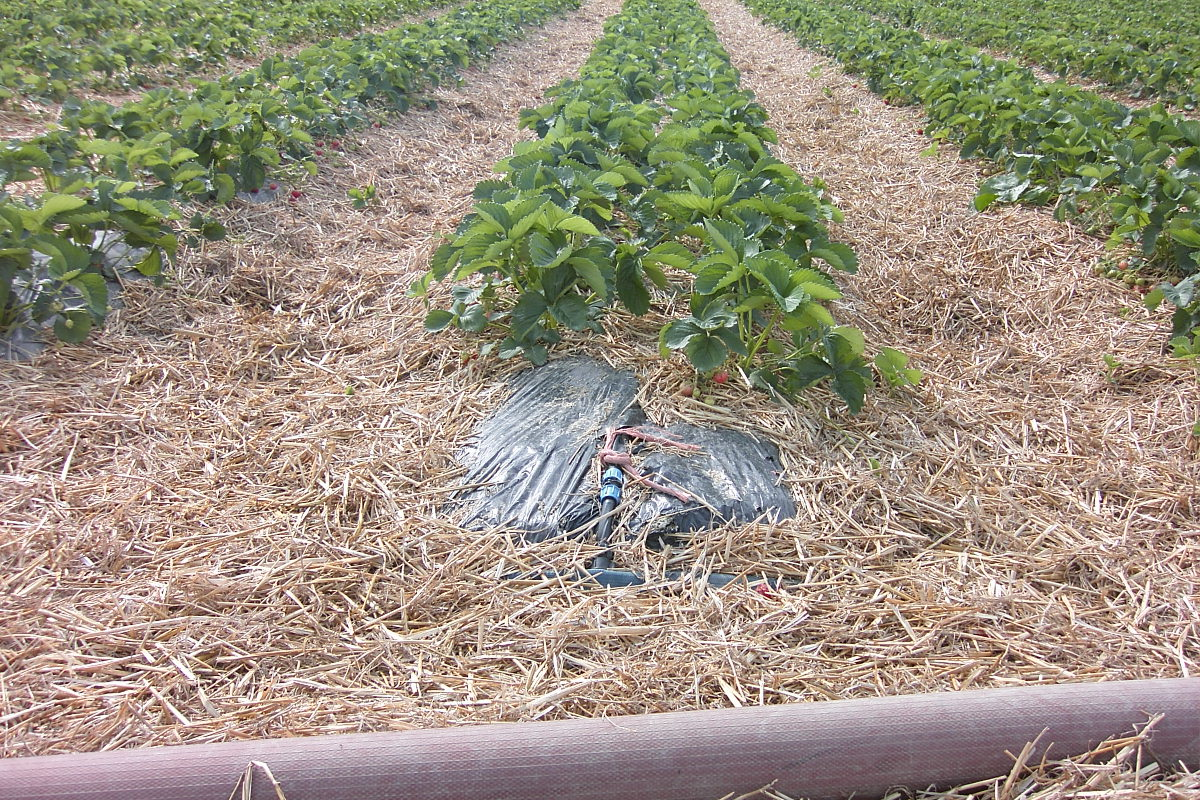
Jahodník na fólii, namulčovaný slámou. Hadicí je přiváděna hnojivá zálivka přímo k rostlinám.

### Skladování
Plody nelze dlouhodobě skladovat. Při skladování ztrácejí plody po několika dnech vůni, chuť, vadnou, hnijí, plesnivějí.
Skladovatelnost syrových plodů je možné prodloužit pomocí atmosféry 10 až 30% oxidu uhličitého v chladírně, obvykle během přepravy. Obvykle k tomu slouží nádoby se suchým ledem. Pokud hladina oxidu uhličitého stoupne nad 30%, plody mohou zcela ztratit chuť.
Zmražením lze skladování jahod prodloužit na velmi dlouhou dobu. Zmražené jahody nejsou považovány za rovnocenné čerstvým plodům, mražením je zcela ztracena konzistence plodů, dochází k změně chuti a barvy. Mražené jahody jsou bez další úpravy zřídka používány jako potravina, často jako materiál k výrobě potravin.

## Pěstování
Pěstování jahodníku velkoplodého zahrnuje soubor operací, které jsou prováděny od rozmnožování až k zrušení kultury, včetně plánování těchto operací.

## Zpracování
Kromě výroby kompotů, džemů, marmelád, šťáv, zmrazování plodů uvádí Harant (1986), že je při zpracování plodů používána lyofilace, tj. konzervování plodů jahod vymrazováním vody za podtlaku.

## Choroby a škůdci

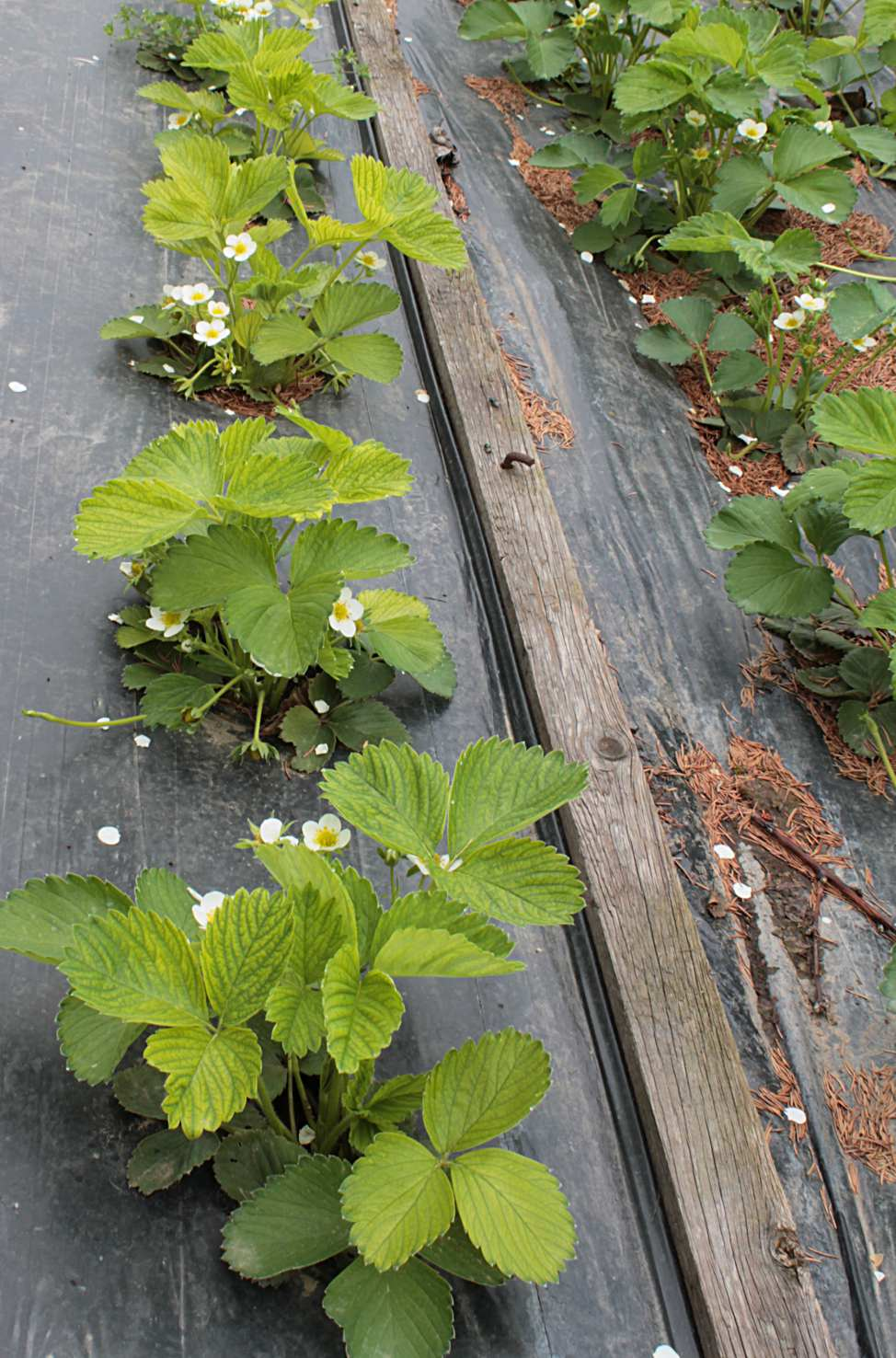
Kalcióza, nedostatek železa a hořčíku u jahodníku vlivem jejich nedostupnosti.

### Choroby
- plíseň šedá
- mozaiky jahodníku
- latentní kroužkovitost jahodníku
- zelenokvětost jahodníku – napadené rostliny jsou zakrslé, mají kratší řapíky listů a kratší květní stopky. Listy jsou menší a různě znetvořené.[23]
- bílá skvrnitost listů jahodníku – na listech skvrny s bělavým nekrotickým středem, který je lemován fialovým okrajem. Při silném napadení dochází k předčasnému zasychání listů. agromanual.cz[24]
- padlí jahodníkové[25]
- fytoftorová hniloba kořene jahodníku – listy napadených rostlin se svinují, spodní strana je nachově zbarvená. Rostliny jsou zakrslé s kratšími řapíky a květními stopkami.[26]
- fytoftorová hniloba rhizomů a plodů jahodníku – vadnutí a zasychání starších a postupně i mladších listů a úhynu.[27]
- červená hniloba jahodníku – krčková a kořenová hniloba jahodníku (syn. červená hniloba kořenů jahodníku). Červené zbarvení středního válce kořenů, patrné při podélném řezu.[28]

### Škůdci
- roztočík jahodníkový – nejmladší srdéčkové listy se nevyvíjejí, zůstávají malé a zkadeřené. Při silnějším napadení listy hnědnou a usychají.[29]
- květopas jahodníkový – květní poupata jahodníku v důsledku nahlodání stopky vadnou a po několika dnech opadávají.jikl.cz,květopas jahodníkový Archivováno 12. 11. 2013 na Wayback Machine.
- kovolesklec gama – světlezelené, jen řídce ochlupené housenky se světlými postranními pruhy a světlým hřbetním pruhem.[30]
- obaleči rodu Cnephasia – šedozelené housenky, žijící mezi sepředenými okvětními plátky květů jahodníku. [31]
- pilatka růžová – shora šedozelené, zdola žlutozelené housenice ožírají listy od okraje, nebo do listů vyžírají dírky.[32]
- lalokonosec vejčitý – brouci vykusují díry do listů, larvy ožírají kořeny.[33]
- lalokonosec Otiorhynchus rugifrons – larvy žijí na kořenech, někdy minují v řapících listů.[34]
- lalokonosec Otiorhinchus rugosostriatus – brouci vykusují díry do listů, larvy ožírají kořeny.[35]
- chrousti – celé rostliny náhle vadnou a odumírají. U kořenů je typická bílá chroustí larva.[36]
- hrotnokřídlecovití – bílé housenky dlouhé 3,5–5 cm ožírají kořeny jahodníku.[37]
- kovaříkovití – drátovci, larvy až 3 cm dlouhé, ožírají podzemní části rostlin.[38]
- listopas vrbový – brouci požírají listy a na mladých plodech vykusují jamky.[39]
- listopas Sciaphilus asperatus
- listopas čárkovaný – vykusují obloukovité požerky na okrajích listů. Na jaře mohou napadat rozvíjející se květní pupeny.[40]
- kyjatka zahradní – 2,5–3,5 mm, zelená, často načervenalá mšice s dlouhými sifunkuli.[41]
- mšice jahodníková – bledězelená až bělavá mšice s červenýma očima.[42]
- kyjatka barvínková – mšice 2–2,5 mm velká, žlutozelená až zelená, se světlou skvrnkou při bázi sifinkulí.[43]
- kyjatka Acyrtosiphon malvae rogersii – středně velké zelené mšice s dlouhými sifunkuli. Na jahodách nezpůsobují žádné přímé škody, mohou však přenášet virózy.[44]
- hádátko jahodníkové – zkrácené a zesílené stonky s nahloučenými květními poupaty. Listy jsou pokroucené, starší listy červenají, objevují se hnědé skvrny. Srdéčka trsů odumírají. Plody jahodníku jsou malé a znetvořené. Přenáší viry.[45]
- plži – vyžírají do jahod hluboké otvory. Charakteristické jsou stříbřité slizové stopy.[46]
- mnohonožky – živí se rozkládající se hmotou, poškozují většinou jen jahody ležící na zemi.[47]
- sviluška chmelová – především v létě a počátkem podzimu, drobné světlé skvrny. Na spodní straně jsou jemné pavučinky s asi 0,7 mm velkými roztoči.[48]
- molice vlaštovičníková

### Rezistentní odrůdy
V letech 2009–2010 byl veden polní experiment s 23 odrůdami jahodníku, pěstovanými podle zásad ekologického zemědělství na pokusné ploše Mendelovy univerzity v Brně. U odrůd byly hodnoceny sklizňové ukazatele a výskyt houbových chorob. Nejvyšší tržní výnos dosáhly odrůdy ‘Elkat’, ‘Salut’ a ‘Induka’. Nejmenší podíl plodů poškozených plísní šedou (Botrytis cinerea) v daném pokusu a období měly odrůdy ‘Elkat’, ‘Honeoye’, ‘Induka’, ‘Korona’, ‘Marascor’ a ‘Polka’. Nejmenší ztráty na výnosech v důsledku antraknózy jahodníku (Colletotrichum acutatum) byly zjištěny u odrůd ‘Honeoye’, ‘Korona’, ‘Induka’, ‘Darselekt’ a ‘Salut’, přičemž odrůdy ‘Marascor’ a ‘Sym 53’ zůstaly zcela bez příznaků choroby. Nejvyšší odolnost k bílé skvrnitosti listů jahodníku (Mycosphaerella fragariae) vykázaly odrůdy ‘Elkat’, ‘Berneck 1’ a ‘Sym 53’.

## Seznam odrůd jahodníku vhodných pro pěstování v podmínkách ČR
- Adriana
- Alice
- Amelia
- Andrea
- Aróma
- Berneck
- Bounty
- Camara
- Camarosa
- Dagmar
- Darselekt
- Delikatess
- Diamante
- Dukát
- Elan
- Elista
- Elkat
- Elsanta
- Elvira
- Everest
- Evie 2
- Fara
- Festival
- Florence
- Frikonsa
- Gigantella maxim
- Gorella (Gorela)
- Honeoye
- Induka
- Judibell
- Kama
- Karmen
- Korona
- Lambada
- Lidka
- Lesana
- Mara Des Bois
- Marascor
- Olívie
- Ostara
- Pandora
- Pegasus
- Polka
- Redgauntlet (Red gauntlet)
- Rosana
- Rujana
- Sabrosa
- ‘Salut’
- Salsa
- Selva
- Senga gigana
- Senga Sengana
- Super star
- 'Sym 53'
- Temptation
- Tenira
- Vanda
- Valika
- Zefyr